# Nazarje
Nazarje je naselje u slovenskoj Općini Nazarju. Nazarje se nalazi u pokrajini Štajerskoj i statističkoj regiji Savinjskoj. 

## Stanovništvo
Prema popisu stanovništva iz 2002. godine naselje je imalo 948 stanovnika.